# Fatal Influence
Fatal Influence é um grupo vilão de luta livre profissional que atua na WWE, aparecendo na marca NXT, e também na Total Nonstop Action Wrestling (TNA). O grupo é composto por Jacy Jayne, Fallon Henley e Jazmyn Nyx. Como parte do grupo, Jayne é a atual campeã feminina do NXT e campeã mundial das Knockouts da TNA, ambas em seu primeiro reinado, e Henley conquistou uma vez o Campeonato Norte-Americano Feminino do NXT.

## Introdução
No episódio de 19 de março de 2024 do NXT, Jacy Jayne e Jazmyn Nyx, membros da Chase University, viraram-se contra o colega de grupo Riley Osborne, custando-lhe sua luta pela da Copa Heritage do NXT contra Drew Gulak, do No Quarter Catch Crew, tornando ambas as mulheres vilãs no processo. Na segunda noite do evento Spring Breakin', Fallon Henley virou vilã ao atacar Thea Hail após sua luta contra ela. Após isso, Jayne e Nyx tentaram formar uma aliança com Henley.

## História
No episódio de 9 de julho do NXT, Jayne e Nyx formaram uma aliança com Henley, que estava insatisfeita com o fato de lutadoras sem experiência em circuitos independentes estarem recebendo mais oportunidades no NXT (Nyx foi uma exceção concedida por Jayne e Henley, apesar de nunca ter competido no circuito independente). No mês seguinte, elas começaram a se chamar de Fatal Influence. O trio se juntou pela primeira vez na Semana 1 do NXT: The Great American Bash, em 30 de julho, onde derrotaram Karmen Petrovic, Lola Vice e Sol Ruca em uma luta de trios. A partir de setembro, Fatal Influence passou a focar no Campeonato Norte-Americano Feminino do NXT, que estava com Kelani Jordan. No NXT Halloween Havoc, em 27 de outubro, Jordan enfrentou Fatal Influence em uma luta gauntlet pelo Campeonato Norte-Americano Feminino do NXT. Henley derrotou Jordan para conquistar o título como a terceira pessoa da gauntlet, após a interferência de Jayne e Nyx, conquistando seu primeiro campeonato individual em sua carreira na luta livre. Logo depois, Fatal Influence começou a entrar em rivalidade com Tatum Paxley, Shotzi e com a ex-parceira de duplas e amiga de Jayne, Gigi Dolin, com as duas equipes se enfrentando no NXT: New Year's Evil em uma luta de trios, onde Fatal Influence saiu derrotada. No NXT Vengeance Day, em 15 de fevereiro de 2025, Henley perdeu o Campeonato Norte-Americano Feminino do NXT para Stephanie Vaquer, encerrando seu reinado de 111 dias.
Nos meses seguintes, começaram a surgir sinais de dissensão dentro do Fatal Influence, particularmente entre Jayne e Henley. No episódio de 27 de maio do NXT, Jayne derrotou Stephanie Vaquer para conquistar o Campeonato Feminino do NXT. Em 20 de julho, no Slammiversary, Jayne derrotou Masha Slamovich em uma luta Winner Takes All para manter seu Campeonato Feminino do NXT e também conquistar o Campeonato Mundial das Knockouts da TNA, tornando-se campeã dupla e a primeira lutadora, e mulher, a deter campeonatos tanto na WWE quanto na TNA ao mesmo tempo.

## Membros

### Atuais
| Membro        | Entrada              |
| ------------- | -------------------- |
| Jacy Jayne    | 9 de julho de 2024 * |
| Fallon Henley | 9 de julho de 2024 * |
| Jazmyn Nyx    | 9 de julho de 2024 * |

## Títulos e prêmios
- Total Nonstop Action Wrestling
  - Campeonato Mundial das Knockouts da TNA (1 vez, atual) – Jayne
- WWE
  - Campeonato Feminino do NXT (1 vez, atual) – Jayne
  - Campeonato Norte-Americano Feminino do NXT (1 vez) – Henley